# Gournay-en-Bray
Gournay-en-Bray – miejscowość i gmina we Francji, w regionie Normandia, w departamencie Sekwana Nadmorska.
Według danych na rok 1990 gminę zamieszkiwało 6147 osób, a gęstość zaludnienia wynosiła 591 osób/km² (wśród 1421 gmin Górnej Normandii Gournay-en-Bray plasuje się na 46. miejscu pod względem liczby ludności, natomiast pod względem powierzchni na miejscu 325.).